# Saint-Paul, Vosges
Saint-Paul är en kommun i departementet Vosges i regionen Grand Est (tidigare regionen Lorraine) i nordöstra Frankrike. Kommunen ligger i kantonen Châtenois som tillhör arrondissementet Neufchâteau. År 2022 hade Saint-Paul 148 invånare.

## Befolkningsutveckling
Antalet invånare i kommunen Saint-Paul
| Referens: INSEE |